# Plainval
Plainval ist eine französische Gemeinde mit 417 Einwohnern (Stand: 1. Januar 2022) im Département Oise in der Region Hauts-de-France (vor 2016: Picardie). Die Gemeinde ist Teil des Arrondissements Arrondissement Clermont und ist Teil des Kantons Saint-Just-en-Chaussée. Die Einwohner werden Plainvallois genannt.
Plainval gehört zum Gemeindeverband Communauté de communes du Plateau Picard.

## Geographie
Plainval liegt etwa 28 Kilometer ostnordöstlich von Beauvais. Umgeben wird Plainval von den Nachbargemeinden Brunvillers-la-Motte im Norden, Maignelay-Montigny im Osten, Ravenel im Südosten, Le Plessier-sur-Saint-Just im Süden, Saint-Just-en-Chaussée im Westen und Südwesten sowie Quinquempoix im Nordwesten.

## Geschichte

### Camp de Plainval
In den Quellen wird das Camp de Plainval meist mit Saint-Just-en-Chaussée in Verbindung gebracht, befand sich aber nach Jean-Yves Bonnard auf dem Bauernhof Lèvremont, der westlich von Plainval gelegen ist. (Lage)
Das Lager war eines der vielen, die ab 1939 in ganz Frankreich im Zuge einer zunehmenden Fremdenfeindlichkeit angesichts der drohenden Kriegsgefahr entstanden.
Im Zuge dieser Entwicklung entstand in Plaival auf Anordnung der Präfektur ein den Militärbehörden unterstelltes Centre de Rassemblement des Etrangers (CRE, Sammelstelle für Ausländer), das zwischen November 1939 und Mai 1940 in Betrieb war.
Im Camp waren laut Bonnard zwei unterschiedliche Personengruppen untergebracht:
- Staatsangehörige aus den Ländern, die sich im Krieg mit Frankreich befanden (insbesondere Deutsche und Österreicher). Es habe sich um nach Frankreich emigrierte Nazigegner gehandelt und um aus rassistischen Gründen Verfolgte.
- Zugleich sei das Camp ein Centre de sejour surveille (CSS, Zentrum für überwachten Aufenthalt) für französische Staatsbürger gewesen, die als Verwaltungsinternierte (Gefangene, die ohne richterliches Urteil nur aufgrund einer Verwaltungsanordnung inhaftiert wurden) hier festgehalten worden sein. Bei ihnen habe es sich vor allem um Kommunisten gehandelt.

Bonnard spricht von sehr rudimentären Bedingungen, zum Beispiel der Unterbringung in Schafställen ohne Wasser und Strom; er lässt aber offen, ob diese Bedingungen für beide Gruppen der hier internierten galten.
Zwischen März und Mai 1940 wurden die Internierten aus dem Camp de Plainval verlegt, ein Teil wohl nach Saint-Sulpice-la-Pointe, andere in weitere Lager im Süden Frankreichs. Für einen Fall, einen kommunistischen Häftling aus der Gruppe der CSS-Gefangenen, ist die Verlegung in das Château du Sablou in der Gemeinde Fanlac verbürgt.
Das frei gewordene Camp wurde anschließend zur Unterbringung deutscher Kriegsgefangener benutzt.

## Bevölkerungsentwicklung
| 1962                       | 1968 | 1975 | 1982 | 1990 | 1999 | 2006 | 2013 |
| -------------------------- | ---- | ---- | ---- | ---- | ---- | ---- | ---- |
| 295                        | 287  | 257  | 265  | 278  | 318  | 343  | 404  |
| Quellen: Cassini und INSEE |      |      |      |      |      |      |      |

## Sehenswürdigkeiten
- Kirche Saint-Nicolas aus dem 17./18. Jahrhundert
- Friedhofskapelle
- Schloss Plainval aus dem 16. Jahrhundert

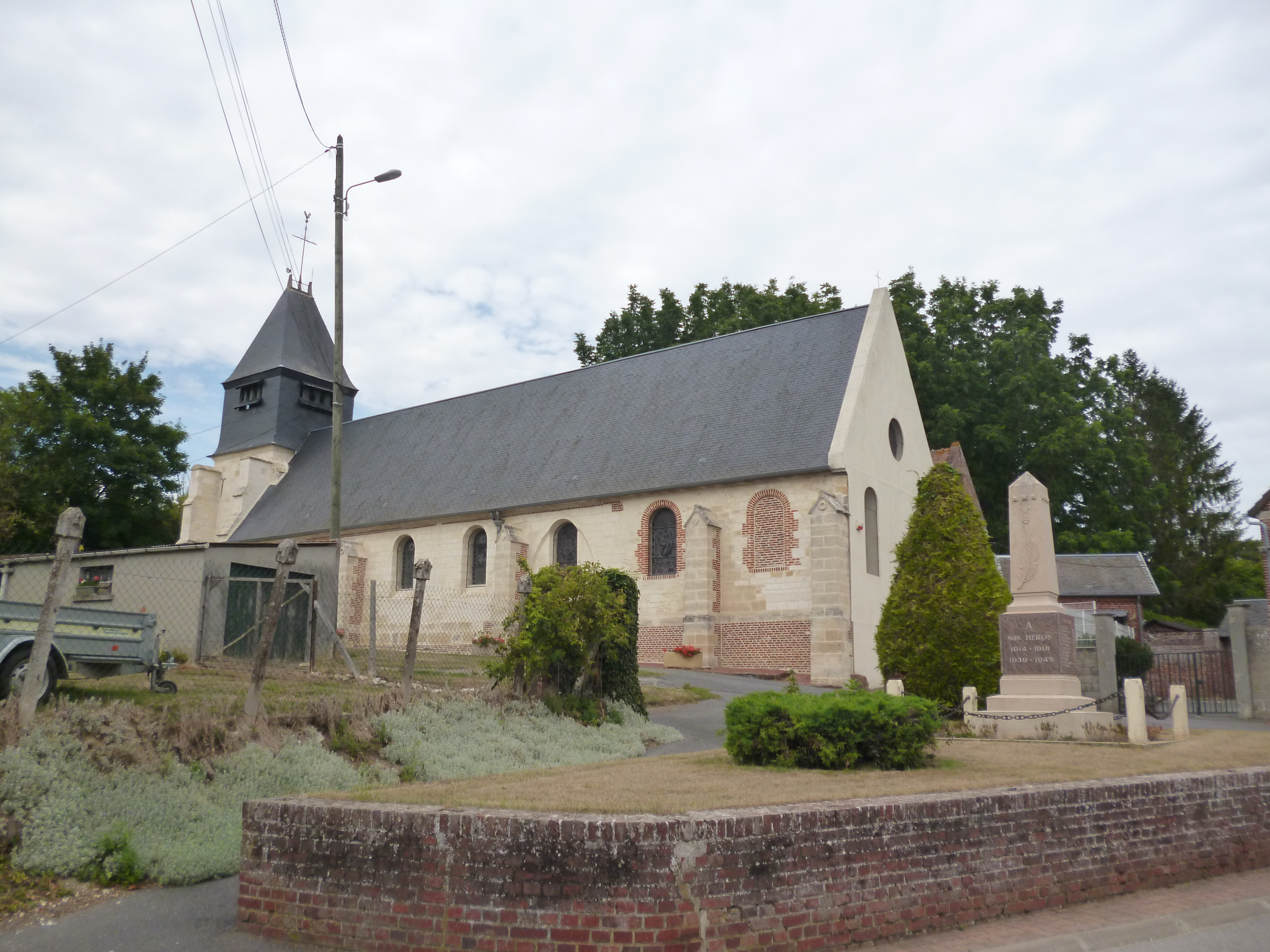
Kirche Saint-Nicolas
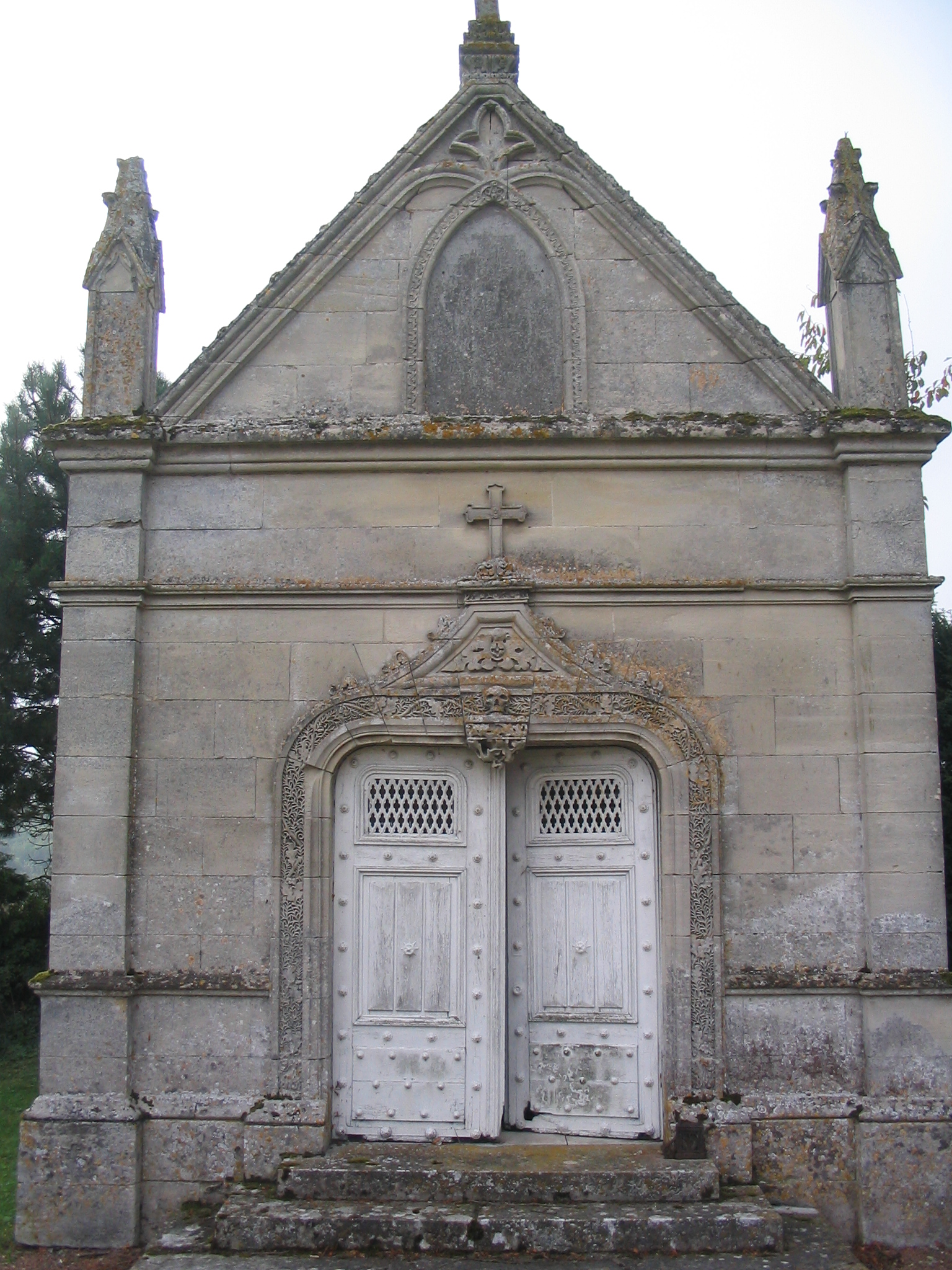
Friedhofskapelle
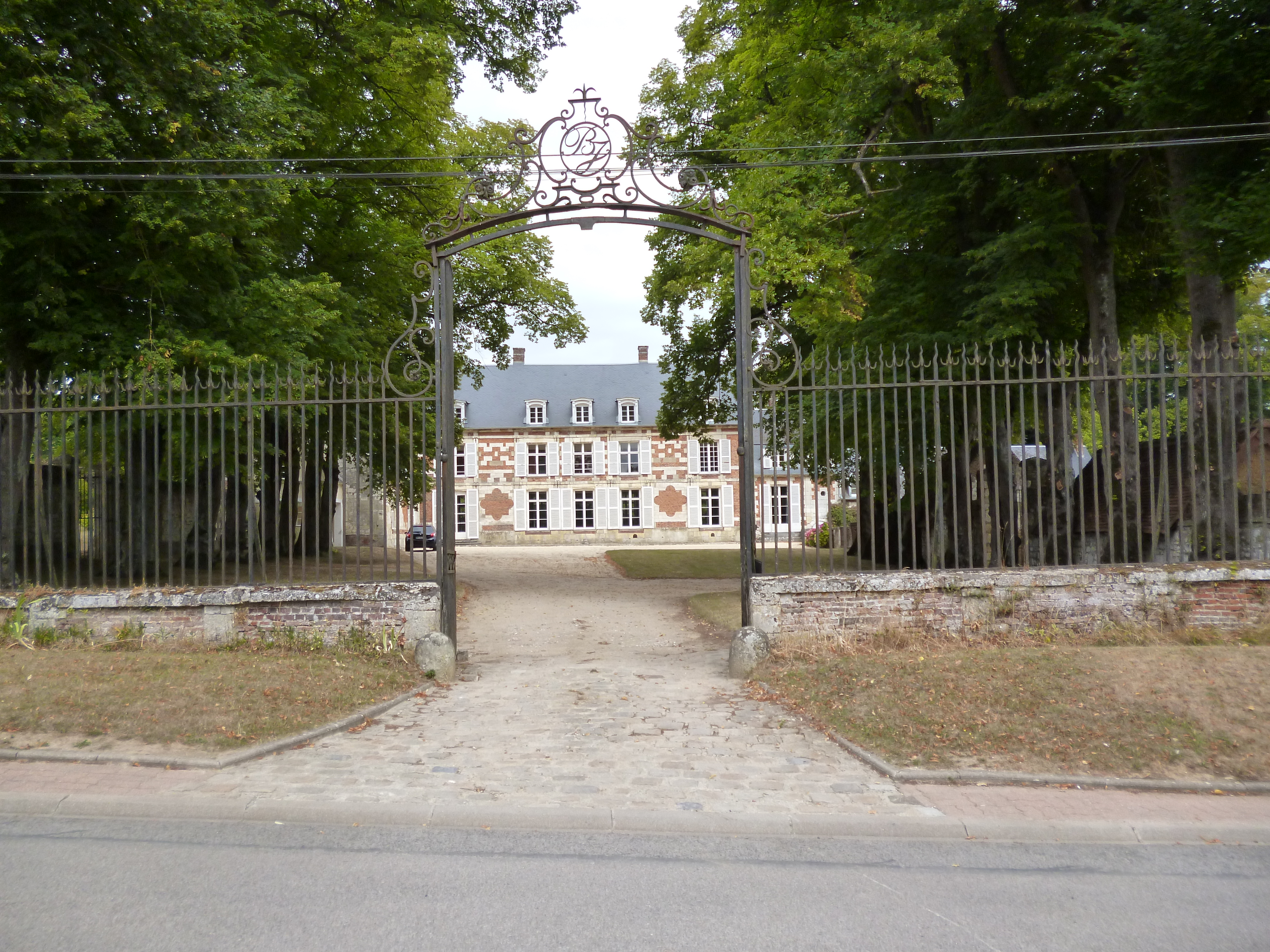
Schloss Plainval